# 26188 Zengqingcun
26188 Zengqingcun este o planetă minoră (asteroid) din centura de asteroizi. A fost descoperită pe 22 decembrie 1996 la Xinglong Station⁠(d) de Beijing Schmidt CCD Asteroid Program⁠(d) și a fost numită după Qingcun Zeng⁠(d). 
Obiectul prezintă o orbită caracterizată de o semiaxă mare de 2,3171423 UAi, o excentricitate de 0,09, o înclinație de 4,65517 ° în raport cu ecliptica.